# Cis-majeur
Cis-majeur of Cis-groot  (afkorting: Cis) is een toonsoort met als grondtoon cis.

## Toonladder
De voortekening telt zeven kruisen: fis, cis, gis, dis, aïs, eïs en bis. Het is de parallelle toonaard van aïs-mineur. De enharmonisch gelijke toonaard van Cis-majeur is Des-majeur.

## Bekende werken in Cis-majeur
- Das wohltemperierte Klavier (prelude en fuga nr. 3) - Johann Sebastian Bach
- Waltz nr. 6 - Johannes Brahms
- L'ombre des arbres uit Ariettes oubliées (1885-1887) - Claude Debussy
- Ondine uit Gaspard de la nuit (1908) - Maurice Ravel
- Secreto uit Impresiones intimas (1912) - Federico Mompou
- Kansas City (1959) - Wilbert Harrison